# 堅田神社
堅田神社（かただじんじゃ）は、伊勢神宮皇大神宮（内宮）の摂社。内宮の摂社27社のうち第15位である。
二見浦が内宮と外宮の両宮に納める御塩が生産される契機となった神社であり、土地神を祀る。

## 概要
三重県伊勢市二見町茶屋字堅田442-2に鎮座する。『延喜式神名帳』の「榎村神社」・「大国玉比売神社」双方の論社となっている。堅田神社を「大国玉比売神社」に比定する見解は、度会延経や伴信友が述べており、薗田守良は堅田神社の西方に「大国玉比売神社」があったのではないか、と述べている。ほかに宇治山田神社が「大国玉比売神社」の論社となっている。
社地の面積は2反5畝11歩（≒2,516m2）。神体は石であり、社殿は長さ4.4尺（≒1.3m）×広さ5尺（≒1.5m）×高さ6.5尺（≒2.0m）である。

## 祭神
祭神は佐見都日女命（さみつひめのみこと）。土地の神とされる。式内社「大国玉比売神社」の後継が堅田神社であると考えると、佐見都日女命は伊勢国の大国玉、すなわち伊勢津彦の娘となる。「佐見」とは鎮座地の古い地名である。

## 歴史
倭姫命が諸国を巡幸し二見の地を訪れた際に、土地の神である佐見都日女命は倭姫命に堅塩を奉った。倭姫命はこれを喜び、堅田神社を定めた。ただし、佐見都日女命は倭姫命に進んで堅塩を奉じたわけではなく、倭姫命の質問に一切答えず、黙って堅塩を奉じることで、自らの開拓した土地を差し出すことにせめてもの抵抗を示したのである。これが二見浦で内宮・外宮へ納める御塩を生産する起源となった。
堅田神社は一時祭祀が中断したものの、荒木田氏経が永享6年（1434年）に再興し、寛文10年（1670年）に二見が神領に復すると、江戸幕府は領民に祭礼と遷宮を命じ、こぞって奉仕したという。
1921年（大正10年）3月に建て替えが行われている。

## 周辺
音無山の西麓、伊勢市役所二見総合支所の向かいに鎮座する。付近には二見旅館街があり、旅館街を抜けると二見興玉神社（夫婦岩）に到達する。
JR参宮線二見浦駅から徒歩約6分（約400m）。二見総合支所前バス停からすぐ。自家用車利用の場合、伊勢二見鳥羽ライン二見JCTより国道42号を経由、約1分（約1.2km）である。